# Sulley Muniru
Sulley Ali Sariki Muniru (Accra, 25 oktober 1992) is een Ghanees voormalig voetballer die doorgaans speelde als middenvelder. Tussen 2013 en 2021 was hij actief voor CFR Cluj, Steaua Boekarest, Tondela, Yeni Malatyaspor, Dinamo Minsk, FK Tambov, Asante Kotoko en FK Minsk. Hij is een jongere broer van voetballer Sulley Muntari.

## Clubcarrière
Muniru speelde in de jeugd van Ashanti Akim Missiles, dat hij later verliet voor de opleiding van Liberty Professionals. Aan het einde van het kalenderjaar 2012 was de Ghanees op proef bij het reserveteam van Real Madrid. In januari 2013 maakte hij de overstap naar CFR Cluj, waar hij werd binnengehaald als vervanger van de naar Olympique Marseille vertrokken Modou Sougou. In drie seizoenen tijd kwam hij tot zesenveertig competitiewedstrijden, waarin hij niet tot scoren wist te komen.
Na tweeënhalf jaar bij Cluj verkaste Muniru binnen de Roemeense competitie naar regerend kampioen Steaua Boekarest, waar hij zijn handtekening zette onder een verbintenis voor de duur van vier seizoenen. Twee jaar later verliet hij Steaua, om voor Tondela te gaan spelen. Na één seizoen liet hij die club achter zich. Hierop tekende de Ghanees voor twee seizoenen bij Yeni Malatyaspor. Vijf wedstrijden en een halfjaar later werd het contract van Muniru ontbonden. Hierop tekende de Ghanees bij Dinamo Minsk. Na een halfjaar in Minsk verkaste de Ghanees naar FK Tambov.
Via Asante Kotoko kwam Muniru in februari 2021 terecht bij FK Minsk. Die club verliet hij aan het einde van het kalenderjaar. Nadat hij in 2022 geen nieuwe club had gevonden, besloot Muniru in oktober 2022 op negenentwintigjarige leeftijd een punt te zetten achter zijn actieve loopbaan.

## Clubstatistieken
| Seizoen | Club             | Competitie       | Competitie | Competitie | Beker | Beker | Internationaal | Internationaal | Totaal | Totaal |
| Seizoen | Club             | Competitie       | Wed.       | Dlp.       | Wed.  | Dlp.  | Wed.           | Dlp.           | Wed.   | Dlp.   |
| ------- | ---------------- | ---------------- | ---------- | ---------- | ----- | ----- | -------------- | -------------- | ------ | ------ |
| 2012/13 | CFR Cluj         | Liga 1           | 8          | 0          | 1     | 0     | —              | —              | 9      | 0      |
| 2013/14 | CFR Cluj         | Liga 1           | 12         | 0          | 1     | 0     | —              | —              | 13     | 0      |
| 2014/15 | CFR Cluj         | Liga 1           | 26         | 0          | 4     | 0     | 4              | 0              | 34     | 0      |
| 2015/16 | Steaua Boekarest | Liga 1           | 17         | 1          | 8     | 0     | 6              | 2              | 31     | 3      |
| 2016/17 | Steaua Boekarest | Liga 1           | 20         | 0          | 2     | 0     | 8              | 1              | 30     | 1      |
| 2017/18 | Tondela          | Primeira Liga    | 4          | 0          | 0     | 0     | —              | —              | 4      | 0      |
| 2018/19 | Yeni Malatyaspor | Süper Lig        | 5          | 0          | 3     | 0     | —              | —              | 8      | 0      |
| 2019    | Dinamo Minsk     | Vysjejsjaja Liha | 10         | 0          | 3     | 0     | —              | —              | 13     | 0      |
| 2019/20 | FK Tambov        | Premjer-Liga     | 0          | 0          | 1     | 0     | —              | —              | 1      | 0      |
| 2020/21 | Asante Kotoko    | Premier League   | 5          | 0          | 0     | 0     | 2              | 0              | 7      | 0      |
| 2021    | FK Minsk         | Vysjejsjaja Liha | 21         | 2          | 3     | 0     | —              | —              | 24     | 2      |
| Totaal  | Totaal           | Totaal           | 128        | 3          | 26    | 0     | 20             | 3              | 174    | 6      |

## Erelijst
| Cupa Ligii | 1 | 2015/16 |